# Distrito financeiro
Distrito financeiro é uma área urbana que funciona como principal polo financeiro e comercial de uma cidade. Geralmente, a área do centro financeiro é pequena, em comparação com o tamanho total da cidade ou da região metropolitana. Na maioria das vezes, concentra os arranha-céus mais altos de uma cidade e possui as maiores taxas de densidade populacional de uma região metropolitana.
Dentre características principais, estão a presença de sedes de grandes empresas e outros pontos de interesse, como pontos turísticos; de lojas e serviços de renome internacional; de indústrias terceirizadas; de prédios mais altos do que a maioria das edificações do restante da localidade; e de tráfego intenso.

## Uso
Uma cidade também pode abrigar mais de um centro financeiro, como Nova Iorque, nos Estados Unidos, São Paulo, no Brasil, Tóquio, no Japão, e Londres, no Reino Unido. Todas são as maiores cidades e principais centros financeiros de seus países.
No coração de Nova Iorque está localizado o centro cosmopolita e financeiro do mundo, a  ilha de Manhattan. Algumas de suas regiões são a Lower Manhattan, localizada no sul de Manhattan, onde está localizada Wall Street e NASDAQ; Midtown Manhattan, o qual abriga os maiores arranha-céus e muitos outros atrativos; e o Brooklyn.
Já na cidade de São Paulo existem 7 centros financeiros. O principal deles, a Avenida Paulista, abriga sedes de bancos, multinacionais, hotéis e se impõem como um dos principais pontos turísticos e culturais da cidade. O centro da cidade, que apesar de ter sido ofuscado pelas centralidades econômicas mais recentes, abriga a B3, diversas empresas e hotéis. Contudo, existem outras centralidades fora do núcleo geográfico, como a Avenida Brigadeiro Faria Lima e os bairros do Brooklin e Vila Olímpia, na região oeste da cidade, que se destacam por sua intensa e moderna verticalização, pela presença de hotéis de luxo e empresas multinacionais. Alphaville, bairro situado no município de Barueri, na Região Metropolitana de São Paulo. Conta com diversos edifícios modernos e se destaca por ser um dos principais centros de negócios da metrópole. Vale destacar também o Jabaquara como centro financeiro, pois abriga centros empresariais e sedes de banco (Itaú), e está próximo ao Aeroporto de Congonhas e à Rodovia dos Imigrantes.
Tóquio, uma das maiores e mais importantes cidades do planeta, é uma metrópole de influência mundial. Abriga algumas das 25 de maiores empresas de manufatura do mundo, sendo o maior centro industrial e financeiro do Japão, e o principal da Ásia.
Atualmente Londres é a cidade mais globalizada do planeta, sendo assim, recebe também o título de maior centro financeiro do mundo, ao lado de Nova Iorque e Tóquio.
Algumas megacidades como Tóquio, Nova York, Hong Kong, Londres, Paris e Los Angeles também são consideradas cidades globais pelo Globalization and World Cities Study Group & Network (GaWC), por interligarem-se fortemente a outros centros de influência econômica mundial, contando com grandes empresas instaladas em várias partes do mundo.